# Emorragia feto-materna
L'emorragia feto-materna (o anche materno-fetale) consiste nel passaggio di sangue dal feto alla gestante attraverso la placenta.
Può presentarsi in gravidanze del tutto normali, così come rappresentare una complicanza ostetrica.

## Eziologia
È stimato che meno di 1 mL di sangue fetale riesca a passare dal feto alla madre durante il travaglio in circa il 96% dei parti normali. La perdita di questa piccola quantità di sangue può tuttavia essere un evento sensibilizzante e può portare alla formazione di anticorpi contro antigeni di superficie degli eritrociti fetali, come il fattore Rh, portando nelle gravidanze successive ad aumentato rischio di eritroblastosi fetale.
In situazioni anomale, tra le cause di grave emorragia materno-fetale sono annoverati i traumi e il distacco intempestivo di placenta, tuttavia vi sono casi in cui l'emorragia si manifesta spontaneamente senza cause apparenti.

## Patogenesi
Normalmente la circolazione sanguigna fetale e quella materna sono anatomicamente separate, a livello della placenta, ma in diretto contatto tra loro in modo che ossigeno, anidride carbonica e nutrienti possano essere scambiati attraverso le strutture formate dal sinciziotrofoblasto e dal citotrofoblasto.
L'emorragia materno-fetale si manifesta nel caso questa membrana smetta di funzionare come barriera, permettendo l'immissione nel circolo materno di cellule fetali, inizialmente attraverso l'endometrio.

## Trattamento
In caso di emorragia rapida e continua è necessario indurre il travaglio nel caso il feto sia già sufficientemente sviluppato. Nel caso in cui l'emorragia si sia arrestata spontaneamente può essere indicata una trasfusione di sangue intrauterina.

## Prognosi
Se l'emorragia si mantiene inferiore a 30 mL non vi è rischio di manifestazioni cliniche né nella madre, né nel feto. Per valori superiori vi è un aumento significativo di morbilità e mortalità fetale, motivo per cui l'emorragia materno-fetale è una delle cause di aborto spontaneo per morte intrauterina del feto.